# Houthulst
Houthulst est une commune néerlandophone de Belgique située en Région flamande dans la province de Flandre-Occidentale. À l'origine, le village de Houthulst faisait partie de la commune de Klerken, elle ne fut érigée comme commune à part entière après la scission de Klerken en 1928. La commune actuelle est née de la fusion en 1977 des anciennes communes d'Houthulst, Klerken, Merkem et le village de Jonkershove qui faisait jusque là partie de la commune de Woumen.

## Sections de la commune
La commune de Houthulst est composée des sections de Houthulst-centre, Klerken, Merkem et Jonkershove. Cette dernière, avant la fusion des communes, n'était pas une commune autonome mais dépendant de Woumen, aujourd'hui section de la commune de Dixmude. Au sud de Klerken se trouve le hameau de Sint-Kristoffel : il s'agit d'un quartier résidentiel, lié à l'expansion vers l'ouest du village de Houthulst-centre.
| # | Section          | Superf. (km²) | Habitants (2020) | Habitants par km² | Code INS |
| - | ---------------- | ------------- | ---------------- | ----------------- | -------- |
| 1 | Houthulst (I)    | 12,50         | 4.695            | 376               | 32006A   |
| 2 | Merkem (III)     | 26,39         | 2.244            | 85                | 32006B   |
| 3 | Jonkershove (IV) | 9,74          | 1.209            | 124               | 32006C   |
| 4 | Klerken (II)     | 7,37          | 1.956            | 265               | 32006D   |

### Carte

Houthulst, sections et communes voisines. Les zones en jaune correspondent aux agglomérations.

### Communes limitrophes
- a. Staden (commune de Staden)
- b. Poelcappelle (commune de Langemark-Poelkapelle)
- c. Langemark (commune de Langemark-Poelkapelle)
 et le hameau Madonna
- d. Bikschote (commune de Langemark-Poelkapelle)
- e. Noordschote (ville de Lo-Reninge)
- f. Reninge (ville de Lo-Reninge)
- g. Nieuwkapelle (ville de Dixmude)
- h. Woumen (ville de Dixmude)
- i. Esen (ville de Dixmude)
- j. Zarren (commune de Kortemark)

## Héraldique
|  | La commune possède des armoiries qui lui ont été octroyées le 29 mars 1961 et modifiées le 11 mars 1986. Elles sont inspirées des armoiries de l'abbaye Saint-Pierre de Corbie en France. En 1096, l'abbaye reçut une partie du village de Houthulst ainsi que de vastes forêts en prêt de Robert II, Comte de Flandre. En 1599, toute la propriété de l'abbaye fut vendue à la famille van Bocholtz dont les membres sont restés seigneurs de Houthulst jusqu'en 1793. Comme les bois étaient étendus sur la superficie de trois anciennes communes, le symbole de l'abbaye (en contournant toutefois la crosse pour montrer que la juridiction de l'abbaye ne s'étendait pas à la juridiction pastorale, celle-ci étant dévolue à l'évêque du lieu) a été choisi pour les armoiries de la nouvelle commune issue de la fusion des communes de 1977. Le corbeau est un meuble pour le village de Corbie, les croisés représentent l'abbaye, les clés, saint Pierre. Blasonnement : D'or à une crosse épiscopale contournée d'azur, accompagnée de deux clés adossées de gueules, en pointe à un corbeau de sable brochant sur la crosse. Source du blasonnement : Heraldy of the World. |

## Histoire
Pendant la Première Guerre mondiale, des troupes ont cantonné en octobre 1918 au château d'Houthulst et dans les environs.

## Démographie

### Évolution démographique: Avant la fusion des communes
- Sources : INS, Rem. : 1930 jusqu'en 1970 = recensements, 1976 = nombre d'habitants au 31 décembre[4].

### Évolution démographique de la commune fusionnée
Le graphique suivant reprend sa population résidente au 1er janvier de chaque année
- Source : DGS - Remarque: 1806 jusqu'à 1981=recensement; depuis 1990=nombre d'habitants chaque 1er janvier[5]

## Personnalités liées à la commune
Willy Omer François Jean Coppens de Houthulst, as belge de la Première Guerre mondiale.